# Осеола (Індіана)
Осеола (англ. Osceola) — місто (англ. town) в США, в окрузі Сент-Джозеф штату Індіана. Населення — 2590 осіб (2020).

## Географія
Осеола розташована за координатами 41°39′50″ пн. ш. 86°4′43″ зх. д. / 41.66389° пн. ш. 86.07861° зх. д. (41.663999, -86.078672).  За даними Бюро перепису населення США в 2010 році місто мало площу 3,53 км², з яких 3,51 км² — суходіл та 0,02 км² — водойми.

## Демографія
Згідно з переписом 2010 року, у місті мешкали 2463 особи в 905 домогосподарствах у складі 672 родин. Густота населення становила 698 осіб/км².  Було 979 помешкань (277/км²).
Расовий склад населення:
| - 95,5 % — білих - 1,4 % — чорних або афроамериканців - 0,7 % — азіатів - 0,2 % — вихідців з тихоокеанських островів - 0,2 % — корінних американців |

До двох чи більше рас належало 1,7 %. Частка іспаномовних становила 2,1 % від усіх жителів.
За віковим діапазоном населення розподілялося таким чином: 27,4 % — особи молодші 18 років, 61,7 % — особи у віці 18—64 років, 10,9 % — особи у віці 65 років та старші. Медіана віку мешканця становила 35,7 року. На 100 осіб жіночої статі у місті припадало 102,4 чоловіків;  на 100 жінок у віці від 18 років та старших — 95,5 чоловіків також старших 18 років.
Середній дохід на одне домашнє господарство  становив 62 945 доларів США (медіана — 59 832), а середній дохід на одну сім'ю — 69 753 долари (медіана — 63 603). Медіана доходів становила 46 250 доларів для чоловіків та 38 750 доларів для жінок. За межею бідності перебувало 5,3 % осіб, у тому числі 3,0 % дітей у віці до 18 років та 5,6 % осіб у віці 65 років та старших.
Цивільне працевлаштоване населення становило 1275 осіб. Основні галузі зайнятості: виробництво — 25,3 %, освіта, охорона здоров'я та соціальна допомога — 19,6 %, роздрібна торгівля — 14,4 %, науковці, спеціалісти, менеджери — 9,6 %.